# Baghdad 1.9.9.1.
Baghdad 1.9.9.1. è un EP del collettivo Uniti Contro la Guerra, pubblicato nel febbraio 1991.
È una risposta in musica delle realtà pacifiste italiane alla Guerra del Golfo.
Il brano principale (Baghdad 1.9.9.1.) è stato ripubblicato in forma ridotta nell'album di Assalti Frontali del 1992 Terra di nessuno.

## Formazione e musicisti
Militant A, Castro X, Don Rico (Sud Sound System), Baby Moni, Mary Queen, Mati Dread, Hip Pap, King (AK 47), Rankis Nano, Cheecky P, Vento Rosso, Filtro X, R. WGS Pantanella, Tansi, NCOT, Breezy G., Drenni, Panama, Original.

## Tracce
1. Baghdad 1.9.9.1.
2. Baghdad 1.9.9.1. (Anti-Media)
3. Macabra Danza (Raptus)
4. Baghdad 1.9.9.1. (Instrumental)